# Tomi Ungerer

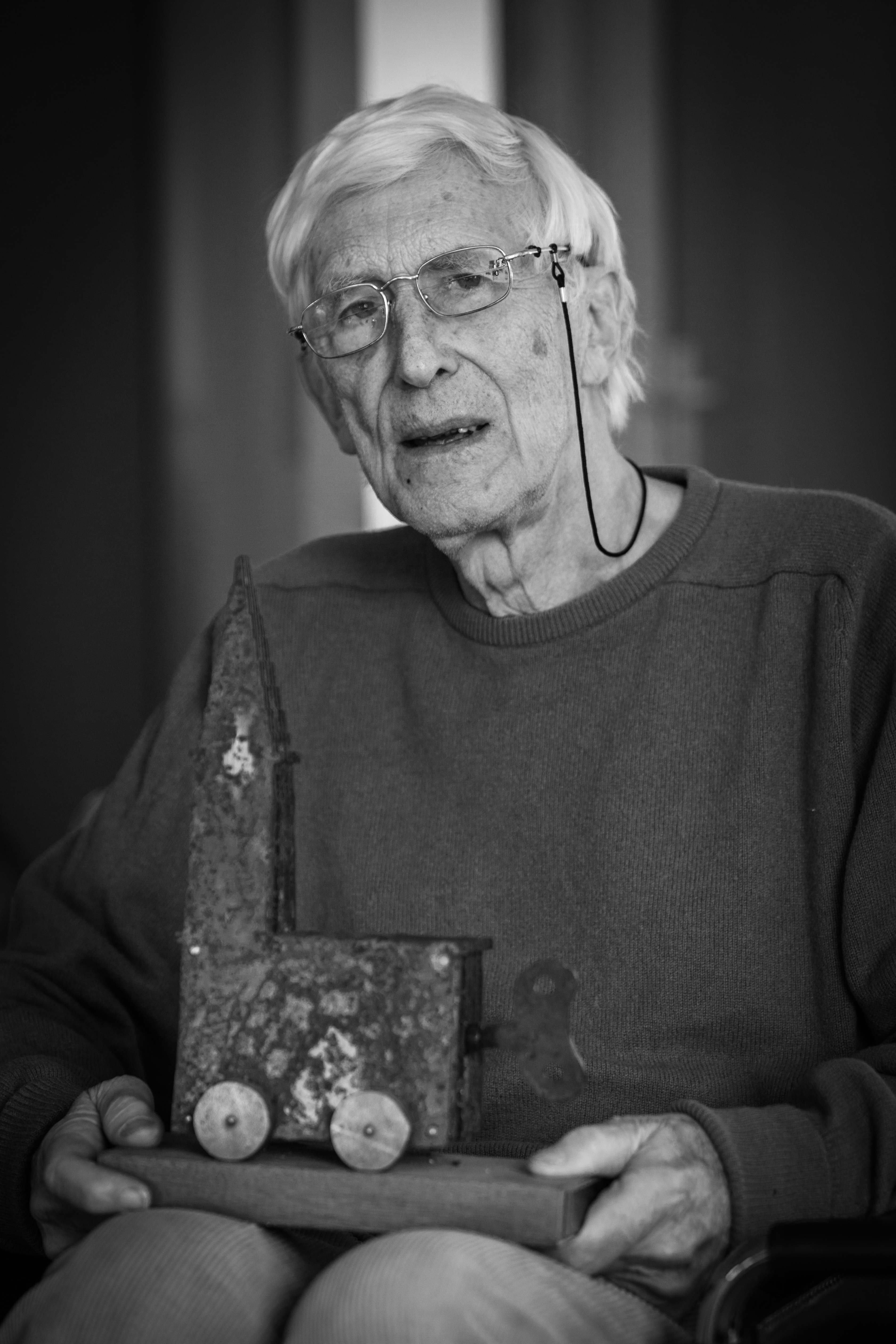
Tomi Ungerer in uno scatto di Claude Truong-Ngoc nel marzo 2014

Tomi Ungerer (Strasburgo, 28 novembre 1931 – Cork, 9 febbraio 2019) è stato uno scrittore, illustratore e viaggiatore francese.

## Biografia
Divenne noto soprattutto per i suoi libri per l'infanzia, illustrati da lui stesso, nonché per le sue illustrazioni erotiche. Nel 1998 vinse il Premio Hans Christian Andersen per il miglior illustratore, e nel 2002 l'italiano premio Andersen per il migliore autore.
Negli anni cinquanta visitò molti Paesi europei, viaggiando in autostop.
Nel 1992 una delle sue sorelle morì nella sciagura aerea del Volo Air Inter 148. Tomi Ungerer fondò allora l'associazione Entraide de la Catastrophe des Hauteurs du Sainte-Odile (ECHO).
Ungerer è morto nel 2019 dopo una lunga malattia.

## Vita privata
Visse per alcuni anni in Canada, nella Nuova Scozia, con sua moglie: nel 1976 i coniugi si stabilirono in Irlanda. Ebbe 4 figli.

## Opere

### Libri per l'infanzia
- Otto (Mondadori)
- L'apprendista stregone (Mondadori)
- Tremolo (Mondadori)
- Crictor (Mondadori)
- Lo strano animale del signor Racine (Mondadori)
- Flix (Mondadori)
- Il gigante di Zeralda (Mondadori)
- Il cappello (Mondadori)
- I tre briganti (Mondadori)
- La nuvola blu (Mondadori)
- L'uomo della luna (Mondadori)
- Rufus, il pipistrello colorato (Il gioco di leggere Edizioni)
- Niente baci per la mamma (Salani)
- Le avventure dei Mellops (Mondadori)
- Allumette: una piccola fiammiferaia (Mondadori)
- Adelaide, il canguro volante (Donzelli)
- Babbo Sgnak e le sue stranestorie preferite (Il gioco di leggere Edizioni)
- Zloty

### Altre opere
- Il maniaco sessuale (Bompiani)
- Il kamasutra delle rane (Sperling & Kupfer)

## Filmografia
Nel 2007 è stato tratto dal libro I tre briganti un lungometraggio d'animazione: Tiffany e i tre briganti.